# Fotos del alma
 Fotos del alma es una película de Argentina filmada en colores dirigida por Diego Musiak sobre su propio guion que se estrenó el 20 de abril de 1995 y que tuvo como actores principales a Miguel Ángel Solá, Patricio Contreras, Ulises Dumont, Virginia Lago y China Zorrilla. Tuvo  el título alternativo de El amor necesario.

## Sinopsis
Pablo es un joven empleado de una agencia de publicidad al que cuando conoce que es portador del virus HIV empieza a recorrer la ciudad buscando fotografías e imágenes que den significación a su vida.

## Reparto
Intervinieron en el filme los siguientes intérpretes:
- Miguel Ángel Solá
- Patricio Contreras
- Ulises Dumont
- Virginia Lago
- China Zorrilla
- Esther Goris
- Leonardo Sbaraglia
- Virginia Innocenti
- Jorge Diez
- María Laura León
- Jorge Mayor
- Gabriel Rovito
- Atilio Veronelli
- Piero
- Silvina Chediek
- Gustavo Belatti
- Martín O'Connor
- Daniel Montes
- Gabriela Salazar
- María Paula Compañy

## Nominación
Asociación de Cronistas Cinematográficos de la Argentina, Premio Cóndor de Plata, 1996
- Nominado al Premio a la Mejor Ópera Prima[1]

## Comentarios
Guillermo Hernández en la radio Rock and Pop dijo:

«Sumamente obvia, mal actuada, la historia es contada en forma bastante infantil. El tema es usado para ganar algún lauro. Totalmente olvidable.» 

Juan Carlos Fontana en La Prensa escribió:

«Tragedia conmovedora. Diálogos sencillos, identificables con nuestra propia manera de expresarnos, personajes que conmueven por la veracidad de sentimientos…expuestos con simplicidad de recursos.»

 Manrupe y Portela escriben:

«Promocionada como la primera película en Latinoamérica que trata el tema del SIDA, realizada bajo el sistema de cooperación mutual.» 